# Міхаель Цорк
Міхаель Цорк (нім. Michael Zorc, нар. 25 серпня 1962, Дортмунд) — німецький футболіст, що грав на позиції півзахисника. По завершенні ігрової кар'єри — спортивний функціонер.
Усю ігрову кар'єру провів у дортмундській «Боруссії», за які провів рекордні для клубу 463 матчі в Бундеслізі. Грав також за національну збірну Німеччини.
Володар Кубка Німеччини. Дворазовий чемпіон Німеччини. Триразовий володар Суперкубка Німеччини. Переможець Ліги чемпіонів УЄФА. Володар Міжконтинентального кубка. 

## Клубна кар'єра
У дорослому футболі дебютував 1981 року виступами за команду клубу «Боруссія» з рідного Дортмунда, кольори якої і захищав протягом усієї своєї кар'єри гравця, що тривала сімнадцять сезонів, в останні роки був капітаном дортмундської команди.  За цей час провів за дортмундців 572 гри у різних турнірах, у тому числі 463 матчі Бундесліги, що є клубним рекордом. Також є одним з найкращих бомбардирів в історії команди — 159 голів в усіх змаганнях, багато з яких забив, реалізувавши пенальті.
Був однією з ключових фігур «Боруссії» середини 1990-х, коли команда двічі вигравала чемпіонат Німеччини, а також тріумфувала в Лізі чемпіонів 1996–97.
Завершивши виступи на футбольному полі, очікувано залишився у клубі, якому присвятив усю свою ігрову кар'єру, зайнявши у його структурі посаду спортивного директора.

## Виступи за збірну
1992 року дебютував в офіційних матчах у складі національної збірної Німеччини. Протягом кар'єри у національній команді, яка тривала усього 2 роки, провів у формі головної команди країни 7 матчів.

## Статистика клубніх виступів
| Клуб                  | Сезон   | Ліга | Ліга | Кубки | Кубки | Єврокубки | Єврокубки | Інше | Інше | Усього | Усього |
| Клуб                  | Сезон   | Ігри | Голи | Ігри  | Голи  | Ігри      | Голи      | Ігри | Голи | Ігри   | Голи   |
| --------------------- | ------- | ---- | ---- | ----- | ----- | --------- | --------- | ---- | ---- | ------ | ------ |
| «Боруссія» (Дортмунд) | 1981/82 | 9    | 0    | 0     | 0     | 0         | 0         | 0    | 0    | 9      | 0      |
| «Боруссія» (Дортмунд) | 1982/83 | 24   | 2    | 3     | 0     | 2         | 0         | 0    | 0    | 29     | 2      |
| «Боруссія» (Дортмунд) | 1983/84 | 30   | 5    | 1     | 0     | 0         | 0         | 0    | 0    | 31     | 5      |
| «Боруссія» (Дортмунд) | 1984/85 | 30   | 8    | 3     | 0     | 0         | 0         | 0    | 0    | 33     | 8      |
| «Боруссія» (Дортмунд) | 1985/86 | 34   | 10   | 5     | 1     | 0         | 0         | 3    | 3    | 42     | 14     |
| «Боруссія» (Дортмунд) | 1986/87 | 32   | 14   | 2     | 1     | 0         | 0         | 0    | 0    | 34     | 15     |
| «Боруссія» (Дортмунд) | 1987/88 | 23   | 13   | 1     | 0     | 2         | 0         | 0    | 0    | 26     | 13     |
| «Боруссія» (Дортмунд) | 1988/89 | 27   | 3    | 5     | 4     | 0         | 0         | 0    | 0    | 32     | 7      |
| «Боруссія» (Дортмунд) | 1989/90 | 32   | 10   | 2     | 2     | 4         | 0         | 1    | 0    | 39     | 12     |
| «Боруссія» (Дортмунд) | 1990/91 | 30   | 5    | 1     | 0     | 4         | 2         | 0    | 0    | 35     | 7      |
| «Боруссія» (Дортмунд) | 1991/92 | 19   | 6    | 1     | 0     | 0         | 0         | 0    | 0    | 20     | 6      |
| «Боруссія» (Дортмунд) | 1992/93 | 29   | 10   | 4     | 1     | 11        | 4         | 0    | 0    | 44     | 15     |
| «Боруссія» (Дортмунд) | 1993/94 | 29   | 7    | 2     | 0     | 7         | 2         | 0    | 0    | 38     | 9      |
| «Боруссія» (Дортмунд) | 1994/95 | 33   | 15   | 2     | 0     | 9         | 1         | 0    | 0    | 44     | 16     |
| «Боруссія» (Дортмунд) | 1995/96 | 30   | 15   | 3     | 1     | 8         | 1         | 0    | 0    | 41     | 17     |
| «Боруссія» (Дортмунд) | 1996/97 | 30   | 7    | 1     | 1     | 9         | 1         | 1    | 0    | 41     | 9      |
| «Боруссія» (Дортмунд) | 1997/98 | 22   | 1    | 1     | 0     | 8         | 2         | 3    | 1    | 34     | 4      |
| Усього                | Усього  | 463  | 131  | 37    | 11    | 64        | 13        | 8    | 4    | 572    | 159    |

## Титули і досягнення
- Чемпіон Європи (U-18): 1981
- Чемпіон світу (U-20): 1981
- Володар Кубка Німеччини (1):

«Боруссія» (Дортмунд):  1988–89
- Чемпіон Німеччини (2):

«Боруссія» (Дортмунд):  1994–95, 1995–96
- Володар Суперкубка Німеччини (3):

«Боруссія» (Дортмунд):  1989, 1995, 1996
- Переможець Ліги чемпіонів УЄФА (1):

«Боруссія» (Дортмунд):  1996–97
- Володар Міжконтинентального кубка (1):

«Боруссія» (Дортмунд):  1997